# Ekipa z Newcastle
Ekipa z Newcastle (ang. Geordie Shore) – brytyjski program telewizyjny typu reality show. Premierowy odcinek został wyemitowany 24 maja 2011 roku na brytyjskim kanale MTV, zaś w Polsce pojawił się 8 stycznia 2012 roku na kanale MTV Polska. Jest to brytyjska adaptacja, wzorowana na amerykańskim programie reality show Ekipa z New Jersey.
Program opowiada o grupie nieznajomych bohaterów, którzy wprowadzają się do nowego apartamentu na sześć tygodni, a każdy z nich będzie musiał rozpocząć nowy etap swojego życia. Kamery pokażą dosłownie wszystko: codzienne czynności, wielkie awantury, itp.

## Historia programu
Program Ekipa z Newcastle został zamówiony w styczniu 2011 roku. W czerwcu 2011 roku dwa wakacyjne odcinki specjalne bazujące na Magaluf zostały potwierdzone jako specjalny zjazd. Dnia 15 sierpnia 2011 stacja MTV potwierdziła, że Ekipa z Newcastle dostała zamówienie na drugi sezon wraz z ośmioma pełnymi odcinkami. Dnia 7 grudnia 2011 roku potwierdził, że drugi sezon zostanie wyemitowany 31 stycznia 2012 roku. Po emisji specjalnych odcinków w Magaluf Greg Lake potwierdził, że odchodzi z programu i nie pojawi się w drugim sezonie. Na miejsce Grega do obsady dołączyli Rebecca Walker i Ricci Guarnaccio.
W drugim sezonie bohaterowie przeprowadzają się do Jesmond do nowego domu w zatwardziałym magazynie na obrzeżach miasta.
Dnia 23 stycznia 2012 roku stacja MTV potwierdziła, że obsada Ekipy z Newcastle wyruszy do Cancún w Meksyku – osiem odcinków zostało sfilmowanych dla trzeciego sezonu. Trzeci sezon został sfilmowany wcześniej w marcu oraz wyemitowany na antenie MTV w czerwcu.
Dnia 11 listopada 2012 roku obsada Ekipy z Newcastle wystąpiła gościnnie podczas gali MTV Europe Music Awards 2012, gdzie zaprezentowali oni nagrodę na najlepszego wokalistę roku, którą wygrał Justin Bieber.
Dnia 10 stycznia 2013 roku stacja MTV potwierdziła, że piąty sezon Ekipy z Newcastle wyruszy wraz z obsadą w kilku lokalizacjach po drugiej stronie Europy jak Amsterdam, Barcelona, Praga czy Tignes. Produkcja piątego sezonu rozpoczęła się 14 listopada 2012 roku. Emisja piątego sezonu wyruszyła 19 lutego 2013 roku.
Dnia 25 lutego 2013 roku zostało ujawnione, że szósty sezon zostanie sfilmowany w tym samym roku w Sydney w Australii oraz pokazany latem 2013 roku. Uczestnik programu Gaz ujawnił na Twitterze, że zdjęcia do szóstego sezonu rozpoczęły się 2 kwietnia. Jednakże, Charlotte była nieobecna od początku kręcenia filmu i dołączyła do pozostałych uczestników dnia 7 kwietnia. Dnia 28 maja 2013 roku zostało potwierdzone na oficjalnej stronie Facebooka, że szósty sezon programu rozpocznie się 9 lipca 2013 roku.
Dnia 5 lipca 2013 roku zostało ogłoszone, że odbędzie się siódmy sezon Ekipy z Newcastle, którego zdjęcia rozpoczęły się 26 czerwca 2013 roku. W czasie kręcenia serii zostało ujawnione, że Holly i Vicky zostały aresztowane w nocy w klubie pod zarzutem napaści na modelkę podczas kręcenia filmu. Po rzekomym incydencie, stacja MTV ujawniła, że kręcenie siódmej serii Ekipy z Newcastle zostały tymczasowo zawieszone w oczekiwaniu na dalsze dochodzenia. 12 lipca 2013 roku zostało potwierdzone, że Sophie została usunięta z programu za użycie obraźliwego zachowania w nocy, gdzie Holly i Vicky zostały aresztowane. Holly Hagan została oczyszczona dnia 21 sierpnia 2013 roku.
Dnia 13 sierpnia 2013 roku zostało ogłoszone, że do siódmego sezonu dołączy nowa osoba, która jak się później okazuje jest to Marnie Simpson. Zostało ogłoszone również, że emisja siódmego sezonu rozpocznie się 17 września 2013 roku.
Dnia 22 sierpnia 2013 roku Charlotte dołączyła do dwunastej edycji programu reality show Celebrity Big Brother do domu Wielkiego Brata i ostatecznie zwyciężyła w programie 14 września 2013 roku.
Dnia 22 października 2013 roku Holly wskazała, że siódmy sezon nie był ostatnim i że kolejne sezony będą nakręcone. Zdjęcia do ósmego sezonu rozpoczęły się 25 marca 2014 roku, natomiast emisja ruszy 22 lipca 2014 roku razem z dwoma nowymi uczestnikami, Aaronem Chalmersem i Kyle’em Christie.
Dnia 15 maja 2014 roku Gaz, zdradził, że powstanie dziewiąty sezon Ekipy z Newcastle, a jego nagrywanie rozpocznie się na przełomie lipca i sierpnia 2014 roku.
Emisja dziewiątego sezonu rozpocznie się 28 października 2014, krótko po zakończeniu ósmej serii. W trailerze najnowszej serii występuje Vicky, jako "Queen V".
Odbędzie się także dziesiąty sezon Ekipy z Newcastle, do którego odbywają się castingi na nowych uczestników. Nagrywanie dziesiątego sezonu rozpoczęło się 2 listopada 2014 roku.
28 października 2014 roku, tuż przed premierą dziewiątej serii, Vicky ogłosiła, że odchodzi z programu i nadchodzący 9. sezon jest jej ostatnim.
17 listopada 2014 roku, MTV ogłosiło, że dziesiąty sezon Ekipy z Newcastle będzie ostatnim, w którym pojawi się James, po tym jak postanowił on odejść z programu.

## Uczestnicy
Początkowo lista uczestników składała się z ośmiu osób. Byli to Gary "Gaz" Beadle, Charlotte-Letitia Crosby, Jay Gardner, Holly Hagan, Greg Lake, Vicky Pattison, Sophie Kasaei oraz James Tindale.
Greg Lake pojawił się gościnnie we wstępie pierwszego odcinka drugiego sezonu, gdzie potwierdził, że odchodzi z programu. Na jego miejsce pojawili się Ricci Guarnaccio i Rebecca Walker. W trzecim sezonie obsada pozostała bez zmian.
Do czwartego sezonu Ekipy z Newcastle odbyło się przesłuchanie. Jay Gardner i Rebecca Walker ogłosili, że odchodzą z programu wraz z końcem trzeciego sezonu. Daniel Thomas-Tuck i Scott Timlin dołączyli do obsady. W piątym sezonie obsada pozostała bez zmian.
Dnia 2 kwietnia 2013 roku zostało potwierdzone, że Daniel Thomas-Tuck i Ricci Guarnaccio odchodzą z Ekipy z Newcastle i nie powrócą w szóstym sezonie. Dnia 9 kwietnia 2013 roku zostało potwierdzone, że były uczestnik Jay Gardner, który występował w sezonach I-III powrócił do programu na krótko w szóstym sezonie. Emisja szóstego sezonu rozpoczęła się 9 lipca 2013 roku.
Dnia 12 lipca 2013 roku zostało ogłoszone, że Sophie Kasaei została usunięta z programu po incydencie, który odbył się w nocnym klubie, gdzie użyła rasistowskiego wyrażenia. Sophie będzie pojawiała się w programie w sezonach I-VII. Pewne jest, że nie wróci do programu w kolejnych sezonach.
Dnia 13 sierpnia 2013 roku zostało potwierdzone, że kuzynka Sophie, Marnie Simpson dołączy do obsady w siódmym sezonie.
Dnia 24 września 2013 roku zostało ujawnione, że Jay Gardner powróci do programu na krótko na czas siódmego sezonu.
Na początku lutego 2014 roku Vicky Pattison, w jednym z wywiadów poinformowała, że wróci do programu w ósmym sezonie.
4 kwietnia 2014 roku, stacja MTV poinformowała, że do obsady w ósmym sezonie dołączy nowa osoba - Aaron Chalmers. Dwa miesiące później dnia 10 czerwca 2014 roku zostało ogłoszone, że nowy uczestnik Kyle Christie dołączy do programu w ósmym sezonie.
Dodatkowo został potwierdzony oficjalny skład ekipy w serii 8, który będą tworzyć: Gary "Gaz" Beadle, Charlotte-Letitia Crosby, Holly Hagan, Vicky Pattison, James Tindale, Scott Timlin, Marnie Simpson, Aaron Chalmers oraz Kyle Christie. W dziewiątym sezonie obsada pozostaje bez zmian.
Dnia 28 października 2014 roku, okazało się, że zapowiadana dziewiąta seria, jest jednocześnie ostatnią serią Vicky w programie. Zastąpi ją Chloe Ferry, która przed dołączeniem do Ekipy znała już wcześniej Scotta.
Dnia 17 listopada 2014 roku, zostało ogłoszone, że dziesiąta seria jest ostatnią, w której wystąpi James, po tym jak postanowił on odejść z programu.
| Sezony                                                         | Odcinki           | Imię i nazwisko          | Wiek (od startu sezonu) | Rodzinne miasto             | Cytat                                                                      |
| Obecni uczestnicy                                              | Obecni uczestnicy | Obecni uczestnicy        | Obecni uczestnicy       | Obecni uczestnicy           | Obecni uczestnicy                                                          |
| -------------------------------------------------------------- | ----------------- | ------------------------ | ----------------------- | --------------------------- | -------------------------------------------------------------------------- |
| 1–10, BB, 20–                                                  | 84                | James Tindale            | 20                      | Consett, County Durham      | "The hardest graft I've ever done is doing my hair."                       |
| 10–                                                            | 110               | Chloe Ferry              | 19                      | Newcastle                   | "I'm totally crackers, me like."                                           |
| 10–                                                            | 110               | Nathan Henry             | 23                      | Darlington                  | "I'm preened to perfection."                                               |
| 14–                                                            | 63                | Abbie Holborn            | 22                      | Newcastle                   | "I'm tanned, toned and ready to tash on."                                  |
| 16–20                                                          | 47                | Sam Gowland              | 21                      | Middlesbrough               | "I’m a lad with as much cheek as a girl with fillers."                     |
| 19–                                                            | 16                | Beau Brennan             | 25                      |                             | "I’m that good looking I’d even neck on with myself."                      |
| 19–                                                            | 16                | Bethan Kershaw           |                         |                             | "Sometimes bubbly sometimes bitchy; I’m all over the place."               |
| 19–                                                            | 16                | Natalie Phillips         |                         |                             | "I might look rough and ready but I’m a massive softie."                   |
| 19–20                                                          | 16                | Tahlia Chung             | 21                      | Newcastle                   | "I might dance like a grandad but I’m proper radge."                       |
| Byli uczestnicy (powyżej 50 odcinków)                          |                   |                          |                         |                             |                                                                            |
| 1–15                                                           | 131               | Gary "Gaz" Beadle        | 23                      | Prudhoe, Northumberland     | "I should have a degree in pulling women."                                 |
| 1–13, 17–19                                                    | 125               | Holly Hagan              | 18                      | Middlesbrough               | "I'm fit, I'm flirty and I've got double F's."                             |
| 1–7, BB–19                                                     | 120               | Sophie Kasaei            | 21                      | South Shields               | "I could talk the back legs off a donkey!"                                 |
| 4–15, 18–19                                                    | 101               | Scott "Scotty T" Timlin  | 24                      | Newcastle                   | "Get me in this house 'cause I'm gonna tear the place up."                 |
| 1–BB                                                           | 98                | Charlotte-Letitia Crosby | 20                      | Sunderland                  | "I would never kiss anyone without a six-pack"                             |
| 7–16                                                           | 87                | Marnie Simpson           | 21                      | South Shields               | "I'm a natural beauty; real boobs, real hair."                             |
| 8–16                                                           | 84                | Aaron Chalmers           | 26                      | Newcastle                   | "I'm cheeky, colourful, and full of mischief."                             |
| 1–9                                                            | 65                | Vicky Pattison           | 23                      | Wallsend, North Tyneside    | "I am a Geordie girl with a V.I.P. edge."                                  |
| Byli uczestnicy (poniżej 50 odcinków, sezony 1–15, z cytatem)  |                   |                          |                         |                             |                                                                            |
| 1                                                              | 8                 | Greg Lake                | 26                      | Whitley Bay, North Tyneside | "Dress to impress - that's me."                                            |
| 1–3, 6–7, BB                                                   | 33                | Jason "Jay" Gardner      | 25                      | Gateshead                   | "My biggest fear is getting wrinkles."                                     |
| 2–3                                                            | 16                | Rebecca Walker           | 18                      | Newcastle                   | "I've got a bangin' body, and the banter to match."                        |
| 2–5, BB                                                        | 33                | Ricci Guarnaccio         | 24                      | Newcastle                   | "Got the looks, got the charm; it just works."                             |
| 4–5, BB                                                        | 20                | Daniel "Dan" Thomas-Tuck | 19                      | County Durham               | "If you look up 'pulling' in the dictionary, my name would be next to it." |
| 8–11, BB–13                                                    | 34                | Kyle Christie            | 21                      | Newcastle                   | "I'm gonna make sparks fly, and get everyone feisty."                      |
| 12–13                                                          | 19                | Chantelle Connelly       | 25                      | Newcastle                   | "I'm radge and I'm gonna wrap the lads around my little finger."           |
| 12–15                                                          | 35                | Martin "Marty" McKenna   | 20                      | Newcastle                   | "My quiff's pure lethal and my banter's pure naughty."                     |
| Byli uczestnicy (poniżej 50 odcinków, sezony 1–15, bez cytatu) |                   |                          |                         |                             |                                                                            |
| 14–15                                                          | 7                 | Elettra Lamborghini      | 22                      | Bolonia                     | N/A                                                                        |
| 14                                                             | 12                | Sarah Goodhart           |                         |                             | N/A                                                                        |
| 14                                                             | 12                | Zahida Allen             |                         |                             | N/A                                                                        |
| 14                                                             | 5                 | Billy Phillips           |                         |                             | N/A                                                                        |
| 14                                                             | 6                 | Eve Shannon              |                         |                             | N/A                                                                        |
| 14                                                             | 7                 | Sam Bentham              |                         |                             | N/A                                                                        |
| 14                                                             | 2                 | Chelsea Barber           |                         |                             | N/A                                                                        |
| Byli uczestnicy (poniżej 50 odcinków, od 16 sezonu)            |                   |                          |                         |                             |                                                                            |
| 16                                                             | 10                | Stephanie Snowdon        | 24                      | Newcastle                   | "I might be a tiny bit bonkers, but all the best people are."              |
| 17–19                                                          | 20                | Alex MacPherson          | 22                      | Gold Coast                  | "I don’t go on the pull, the girls just love the guns."                    |
| 17                                                             | 5                 | Chrysten Zenoni          | 22                      | Gold Coast                  | "I’m an Aussie pocket rocket"                                              |
| 17                                                             | 6                 | Grant Molloy             | 21                      | Newcastle                   | "Sometimes good, sometimes bad, but never ugly"                            |
| 17                                                             | 12                | Dee Nguyen               | 24                      | Sydney                      | "I’m a whole lotta sass with a whole lotta ass"                            |
| 17                                                             | 12                | Nick Murdoch             | 22                      | Brisbane                    | "I’m a bad boy with a good heart"                                          |
| 17–19                                                          | 19                | Adam Guthrie             | 24                      | Newcastle                   | "I’m happy-go-lucky, bit of a Jack the Lad; that's me to a T."             |
| 18                                                             | 10                | Faith Mullen             | 18                      |                             | "What you see is what you get, bags of fun."                               |

## Wyjścia poza ekranem
W trzecim odcinku siódmego sezonu, Vicky nie pojawiła się w odcinku i zostało ogłoszone, że wyprowadziła się z domu. Jej wyjście nie było pokazane na ekranie, a Anna ujawniła potem, że Vicky nie może wrócić do domu. Następnie zostało ogłoszone przez Annę, że Sophie również wyprowadziła się z domu. Doprowadziło to do odejścia Sophie z programu. Jej wyjście także było poza ekranem.

## Odcinki
| Sezon               | Ilość odcinków | Miejsce               | Pierwszy odcinek     | Ostatni odcinek      |
| ------------------- | -------------- | --------------------- | -------------------- | -------------------- |
| Sezon 1             | 6              | Newcastle, England    | 24 maja 2011         | 28 czerwca 2011      |
| Magaluf Madness     | 2              | Magaluf, Spain        | 23 sierpnia 2011     | 30 sierpnia 2011     |
| Sezon 2             | 8              | Newcastle, England    | 31 stycznia 2012     | 20 marca 2012        |
| Sezon 3             | 8              | Cancún, Mexico        | 26 czerwca 2012      | 14 sierpnia 2012     |
| Sezon 4             | 8              | Newcastle, England    | 6 listopada 2012     | 18 grudnia 2012      |
| Sezon 5             | 8              | Newcastle, England    | 19 lutego 2013       | 9 kwietnia 2013      |
| Sezon 6             | 8              | Sydney, Australia     | 9 lipca 2013         | 27 sierpnia 2013     |
| Sezon 7             | 6              | Newcastle, England    | 17 września 2013     | 22 października 2013 |
| Sezon 8             | 8              | Newcastle, England    | 22 lipca 2014        | 9 września 2014      |
| Sezon 9             | 8              | Newcastle, England    | 28 października 2014 | 16 grudnia 2014      |
| Sezon 10            | 8              | Newcastle, England    | 7 kwietnia 2015      | 26 maja 2015         |
| Sezon 11            | 10             | Zante, Greece         | 20 października 2015 | 22 grudnia 2015      |
| Sezon 12            | 8              | Newcastle, England    | 15 marca 2016        | 3 maja 2016          |
| Big Birthday Battle | 6              | Newcastle, England    | 10 maja 2016         | 14 czerwca 2016      |
| Sezon 13            | 10             | Various               | 25 października 2016 | 20 grudnia 2016      |
| Sezon 14            | 12             | Newcastle, England    | 28 marca 2017        | 13 czerwca 2017      |
| Sezon 15            | 9              | Newcastle, England    | 29 sierpnia 2017     | 17 października 2017 |
| Sezon 16            | 10             | Newcastle, England    | 9 stycznia 2018      | 13 marca 2018        |
| Sezon 17            | 12             | Gold Coast, Australia | 15 maja 2018         | 31 lipca 2018        |
| Sezon 18            | 10             | Newcastle, England    | 16 października 2018 | 18 grudnia 2018      |
| Sezon 19            | 10             | Newcastle, England    | 9 kwietnia 2019      | 11 czerwca 2019      |
| Sezon 20            | 10             | Newcastle, England    | 20 października 2019 | 24 grudnia 2019      |
| Sezon 21            | 8              | Newcastle, England    | 28 lipca 2020        | 15 września 2020     |
| Sezon 22            | 10             | Newcastle, England    | 5 października 2021  | 7 grudnia 2021       |

Powstały 2 odcinki "Ekipa z Newcastle: Their Journey", które zaliczają się do 11. serii.